# 禅林
禅林（ぜんりん）とは、禅宗寺院のことで、禅院（ぜんいん）とも呼ばれている。また、叢林（そうりん）という名称で用いられる場合もあるが、日本において「叢林」は中世以後の五山制度及びそれに所属していた寺院（曹洞宗及び臨済宗大応派）を一括した総称としても用いられている。この場合には、五山叢林（五山派）などとも称せられている。